# ポセイドン (映画)
『ポセイドン』（原題：Poseidon）は、2006年のアメリカ映画。1972年の『ポセイドン・アドベンチャー』のリメイクである。監督はウォルフガング・ペーターゼン。
『ポセイドン・アドベンチャー』制作当時の特撮技術では表現不可能だった部分がCGにより表現されている。

## ストーリー
プロローグ
大晦日の夜、豪華客船「ポセイドン号」には、4000人を超える多くの客が乗り、盛大なパーティーが行われていた。
しかし新年を迎えた直後、ポセイドン号は突如現れた異常波浪による巨大な波の直撃を受け、ポセイドン号は転覆して上下反転した状態になってしまう。火災・爆発・感電などが発生したこともあり、3000名以上の乗客が命を失った船内は、生き残った人達によってパニック状態になる。
序盤
天地逆転したボール・ルームに残る、わずか数百名の生存者たち。ブラッドフォード船長は、救助が来るまでこの場に止まるよう全員に命じる。しかし、プロのギャンブラー、ディランは留まっていては助からないと自らの直感を信じ、一人脱出を企てる。
一方、元消防士で前ＮＹ市長のロバートも、ディスコにいる娘 ジェニファーを捜すため、ディランに協力し合おうと持ち掛ける。さらに、シングルマザーであるマギー、彼女の息子のコナー、自殺志願の老人ネルソンも彼らに付いていくことにした。
今、生き残りをかけた彼らの、引き返すことの出来ない極限の脱出劇が始まった……。エレベーターの上昇スペースを通過する際、ロバートに雇われたウェイターのマルコをやむを得ず見捨てざるを得なくなり、彼は突き落とされて亡くなる。
ホールの上空を通過中に、天井から落下してきた機材によって潰され、酔っ払いのラッキーが亡くなる。
中盤
窓ガラスが割れて浸水が始まった船内で、ディスコホールにいた他の多くの生存者らと共に、ブラッドフォード船長と女性歌手のグロリアが亡くなる。
急激な浸水によって海水が押し寄せる中、ディラン達は通気口を上に向かって登っていく。しかし、脱出口がネジ止めされており、子供のコナーがネジを回してかろうじて脱出に成功する。
バラストタンクへと入った一行は、「わざとバラスト・タンクに水を入れることで、水と一緒にバラストタンクから脱出しよう」とする。息の続くギリギリでバラストタンクから脱出した一行は、さらに水没した船内を通っていくが、水中でエリナが障害物に引っかかり、ネルソンによって助け出されるも亡くなってしまう。
終盤
船底まで到達した一行は、バウ・スラスターの機関室まで行き、開口部から外へ出ようとする。しかし、船首はすでに水没しており、泳いで向かうこともできないことが判明する。さらに水没が早まる中、大爆発が起こって水が押し寄せて、船首の水がなくなったことで進めるようになる。しかし、息子のコナーが行方不明になる。
バウ・スラスターに到達したものの、ハッチを開けようとしたネルソンが衝撃によって怪我を負う。バウ・スラスターからの脱出のため、ジェニファーを婚約者のクリスに託して、父親のロバートは長時間水に潜って制御室へと向かう。しかし、制御室は事故によってボタンが壊れており、ロバートは意識を失いながらも「面舵ボタン」を押して亡くなる。
ラスト
ロバートの機転のおかげで、溺れかけていたコナーは助け出され、脱出の可能性が出てくる。ディランは暴走するスクリューに、燃料ボンベを投下することで爆発させて、壊れたスクリュー部から海面へと脱出する。
クリス、ジェニファー、マギー、コナー、ネルソンら救命ボートに乗り込んだ一行は、沈没していくポセイドン号から逃れ、信号弾を打ち上げる。救難信号を傍受していた救命ヘリが駆けつたところで、物語は終わりを告げる。

## 登場人物
ディラン・ジョーンズ（Dylan J. Johns）
演 - ジョシュ・ルーカス
プロのギャンブラー。マギーを口説いていた。
ロバート・ラムジー（Robert Ramsey）
演 - カート・ラッセル
前ニューヨーク市長で、元消防士。厳格な性格で娘とクリスチャンの交際を快く思っておらず、そのことで逆に娘からも快く思われていないことがある。
リチャード・ネルソン（Richard Nelson）
演 - リチャード・ドレイファス
設計士。ゲイ。
ジェニファー・ラムジー（Jennifer Ramsey）
演 - エミー・ロッサム
ロバートの娘。クリスチャンと交際している。
クリスチャン・サンダース（Christian Sanders）
演 - マイク・ヴォーゲル
ジェニファーの恋人。
マギー・ジェームズ（Maggie James）
演 - ジャシンダ・バレット
シングルマザー。
コナー・ジェームズ（Conor James）
演 - ジミー・ベネット
マギーの息子。
エレナ・モラレス（Elena Morales）
演 - ミア・マエストロ
密航者。
ラッキー・ラリー（Lucky Larry）
演 - ケヴィン・ディロン
酔っぱらい。
マルコ・バレンタイン（Marco Valentin）
演 - フレディ・ロドリゲス
ポセイドン号のウェイター。
グロリア（Gloria）
演 - ステイシー・ファーガソン
歌手。
マイケル・ブラッドフォード（Captain Michael Bradford）
演 - アンドレ・ブラウアー
ポセイドン号の船長。

## キャスト
| 役名                       | 俳優                     | 日本語吹替                                                      |
| -------------------------- | ------------------------ | --------------------------------------------------------------- |
| ディラン・ジョーンズ       | ジョシュ・ルーカス       | 咲野俊介                                                        |
| ロバート・ラムジー         | カート・ラッセル         | 堀勝之祐                                                        |
| リチャード・ネルソン       | リチャード・ドレイファス | 石波義人                                                        |
| ジェニファー・ラムジー     | エミー・ロッサム         | 宮島依里                                                        |
| クリスチャン・サンダース   | マイク・ヴォーゲル       | 坂詰貴之                                                        |
| マギー・ジェームズ         | ジャシンダ・バレット     | 安藤麻吹                                                        |
| コナー・ジェームズ         | ジミー・ベネット         | 矢島晶子                                                        |
| エレナ・モラレス           | ミア・マエストロ         | 斎藤恵理                                                        |
| ラッキー・ラリー           | ケヴィン・ディロン       | 田中正彦                                                        |
| マルコ・バレンタイン       | フレディ・ロドリゲス     | 浜田賢二                                                        |
| グロリア                   | ステイシー・ファーガソン | 桂木黎奈                                                        |
| マイケル・ブラッドフォード | アンドレ・ブラウアー     | 乃村健次                                                        |
| 役不明又はその他           | N/A                      | 飯島肇 魚建 鈴木貴征 武藤正史 赤城進 三戸崇史 加納千秋 森口芽衣 |
|                            | N/A                      |                                                                 |
| プロデューサー             | N/A                      | 尾谷アイコ 田村恵                                               |
| 演出                       | N/A                      | 羽田野千賀子                                                    |
| 翻訳                       | N/A                      | 久保喜昭                                                        |
| 録音・調整                 | N/A                      | 菊地一之                                                        |
| 制作担当                   | N/A                      | 臼杵俊之                                                        |
| 制作                       | N/A                      | ワーナー・ホーム・ビデオ プロセンスタジオ                       |

## スタッフ
- 視覚効果：インダストリアル・ライト&マジック、ムービング・ピクチャー・カンパニー、ハイドラックス、スキャンラインVFX

## 備考
- 批評家からは、「『ポセイドン・アドベンチャー』で描かれていた人間ドラマ的な面は大きく省かれた」という評価を受けた。
- 第79回アカデミー賞にて視覚効果賞にノミネートされた。また、第27回ゴールデンラズベリー賞の最低リメイク賞にもノミネートされた。
- 2008年10月5日にテレビ朝日「日曜洋画劇場」内で地上波初放送。
- 2010年7月30日に日本テレビ系「金曜ロードショー」内で2度目の地上波放送。この際、通常より30分繰り下げの21:30から放送された。